# Вулька-Поліновська
Вулька-Поліновська (пол. Wólka Polinowska) — село в Польщі, у гміні Константинів Більського повіту Люблінського воєводства.
Населення — 231 особа (2011).
У 1975-1998 роках село належало до Білопідляського воєводства.

## Демографія
Демографічна структура станом на 31 березня 2011 року:
|          | Загалом | Допрацездатний вік | Працездатний вік | Постпрацездатний вік |
| -------- | ------- | ------------------ | ---------------- | -------------------- |
| Чоловіки | 120     | 31                 | 73               | 16                   |
| Жінки    | 111     | 23                 | 55               | 33                   |
| Разом    | 231     | 54                 | 128              | 49                   |